# Ilhas Balleny
As ilhas Balleny são um arquipélago de de pequenas ilhas desabitadas, principalmente de origem vulcânica, localizadas no oceano Antártico, estendendo-se dos 66°15' aos 67°35'S e dos 162°30' aos 165°00'E, ao largo de cerca de 160 km na direção noroeste-sudeste. As ilhas encontram-se fortemente glaciarizadas, projetando-se das suas encostas línguas de gelo para o mar.

## Geografia
O grupo consta de três ilhas principais: Young, Buckle e Sturge, estratovulcões localizados aproximadamente na mesma linha de noroeste a sudeste, e alguns outros ilhéus pequenos e rochedos:
- a nordeste da ilha Young: rochas Seal, Pillar;
- a sudeste da ilha Young: ilha Row, ilha Borradaile (com um refúgio chamado base Swan );
- a sul da ilha Buckle: Cono Scott, ilhéu Chinstrap, ilhéu Sabrina (com o refúgio Sabrina), e The Monolith.

Ilhas e rochedos, de norte a sul:
| Grupo                    | Ilha/ilhéu/rochedo | Área (km²) | Ponto mais alto (m) |
| ------------------------ | ------------------ | ---------- | ------------------- |
| Young e ilhéus próximos  | Rochedos Seal      | 0,0        | 15                  |
| Young e ilhéus próximos  | Pillar             | 0,0        | 51                  |
| Young e ilhéus próximos  | Ilha Young         | 225,4      | Pico Freeman, 1 340 |
| Young e ilhéus próximos  | Ilha Row           | 1,7        | 183                 |
| Young e ilhéus próximos  | Ilha Borradaile    | 3,5        | 381                 |
| Young e ilhéus próximos  | Pináculo Beale     | 0,0        | 61                  |
| Buckle e ilhéus próximos | Ilha Buckle        | 123,6      | 1238                |
| Buckle e ilhéus próximos | Cono Scott         | 0,0        | 31                  |
| Buckle e ilhéus próximos | Cono Eliza         | 0,0        | 67                  |
| Buckle e ilhéus próximos | Ilhéu Chinstrap    | 0,0        | -                   |
| Buckle e ilhéus próximos | Ilha Sabrina       | 0,2        | 90                  |
| Buckle e ilhéus próximos | The Monolith       | 0,1        | 79                  |
| Sturge (não tem ilhéus)  | Ilha Sturge        | 437,4      | Pico Russel 1524    |
| Ilhas Balleny            |                    | 781,8      | Pico Russel, 1524   |

O Círculo Polar Antártico passa muito perto da ilha Borradaile, no canal de 8 km entre as ilhas Young e Buckle. A ilha Buckle e os ilhéus próximos Sabrina são local de habitat de algumas colónias de pinguins-de-adélia (Pygoscelis adeliae) e pinguins-de-barbas (Pygoscelis antarctica).
A área total das ilhas é de 400 km² e o ponto mais alto chega aos 1524 m, o até agora não escalado pico Brown na ilha Sturge.

## Reclamação territorial
As ilhas Balleny são reclamadas peça Nova Zelândia como parte da Dependência de Ross, mas esta reclamação está sujeita às disposições do Tratado Antártico.

## História
Os capitães baleeiros John Balleny e Thomas Freeman foram os primeiros a avistar este grupo de ilhas em 1839. Freeman foi a primeria pessoa a desembarcar nas ilhas em 9 de fevereiro de 1839, sendo esse o primeiro desembarque a sul do Círculo Polar Antártico.